# De nåede færgen
De nåede færgen er en kortfilm fra 1948 instrueret af Carl Th. Dreyer for Rådet for Større Færdselssikkerhed med henblik på at advare mod for hurtig kørsel på landevejene. Filmen, der er 12 minutter lang, bygger på Naaede de Færgen?, en af Johannes V. Jensens myter, og handler om et par på en motorcykel, der forsøger at nå færgen i Nyborg i en vild kørsel tværs over Fyn.

## Handling
I begyndelsen ser man Årøsund-færgen, der er ved at lægge til i Assens, og blandt passagererne er et ungt par på motorcykel, der hos styrmanden forhører sig om Nyborg-færgens afgangstid samt afstanden dertil. Han får at vide, at det er alt for langt, men er sikker på, at de nok skal nå det. Da færgen når i havn, kører parret i land som de sidste, og derpå går turen hurtigere og hurtigere over Fyn. Undervejs må de tanke op, og de kører forkert, men er fortsat optimistiske, indtil de indhenter den bil, der kørte først fra færgen. Den hindrer dem i at overhale, og da de forsøger at komme indenom, ser man bilistens dødningeansigt, inden det antydes, at parret kører ind i et træ.
I filmens sidste scener ser man Nyborg-færgen gøre klar til afgang, men desuden afgår Charons færge med to kister. Så parret nåede færgen, men ikke den, de ønskede.

## Medvirkende
Joseph Koch, en professionel motorcykelkører, samt hans kone, Kamma, er parret på motorcyklen, mens Ewald Rasmussen er færgemanden. De øvrige medvirkende er anonyme.

## Baggrund
Skønt filmen efterfølgende er blevet regnet som en betydelig film, var den for Dreyer blot et venstrehåndsarbejde, der skaffede ham brød på bordet og tid til at udtænke hans spillefilm.
Idéen til kortfilmen var Ib Koch-Olsens. Han var direktør på Dansk kultur-film.
Der blev sørget for finansiering fra Rådet for større færdselssikkerhed.

## Indspilning
Dreyer kontaktede Fisker & Nielsen, der fremstillede Nimbus-motorcyklerne og fik lov til at låne nogle motorcykler til filmen. Han fik også en af deres mekanikere til at assistere med ombygning af nogle af motorcyklerne, så der kunne sættes kamera på.
Fotografen på filmen, Jørgen Roos, foreslog, at kørescenerne blev optaget med underdrejning, så farten på den færdige film ville virke hurtigere, men det modsatte Dreyer sig. Roos optog mange af filmens scener fra sidevognen på en anden motorcykel, og dette var lige ved at gå galt, da de som følge af uheldige reaktioner hos en modkørende lastbil blev tvunget af vejen og ramte et træ. Både Roos og føreren slap dog billigt, men Roos brækkede dog håndleddet og et ribben. Da Dreyer kom til ulykkesstedet, gik hans første bekymring til kameraet, og da han konstaterede, at det var i orden, kunne han bekymre sig om Roos' og førerens tilstand.
Væddeløbskøreren Herman Larsen hjalp med i indspilningsprocessen og skaffede blandt andet det bilvrag, der indgår i handlingen.

## Modtagelse
Filmen fik pæne anmeldelser, hvor Berlingske Tidendes anmelder Jens Kistrup klart fornemmede kunstneren Dreyers originalitet, mens Politikens fandt filmen interessant, men ikke formåede at genskabe farten, som vedkommende så i Johannes V. Jensens myte.
Den franske filminstruktør Alain Robbe-Grillet udtalte i 1964, at filmen var et mesterværk.